# Gornji Dubovik
Gornji Dubovik (cyr. Горњи Дубовик) – wieś w Bośni i Hercegowinie, w Republice Serbskiej, w gminie Višegrad. W 2013 roku liczyła 5 mieszkańców.